# Каламазу (град)
Вижте пояснителната страница за други значения на Каламазу.
Каламазу (на английски: Kalamazoo) е град в Съединени американски щати, щат Мичиган. Административен център на окръг Каламазу. Населението на града през 2010 година е 74 262 души.

## Побратимени градове
- Кингстън, Ямайка
- Нумазу, Япония
- Пушкин, Русия
- Палмерстън, Нова Зеландия